# Gaia Realini
Gaia Realini (Pescara, 19 juni 2001) is een Italiaanse wielrenster en veldrijdster. Sinds 2023 rijdt zij voor het Amerikaanse Lidl-Trek.

## Carrière
Voordat Realini ging rijden bij Trek-Segafredo reed zij in 2021 en 2022 voor de Italiaanse wielerploeg Isolmant-Premac-Vittoria.
Op de weg werd ze in 2021 vijfde bij de beloften op het Europees kampioenschap in Trente. In de Ronde van Toscane won ze twee jaar achter elkaar het bergklassement. In het veld werd ze in 2022 Italiaans kampioene bij de beloften.

## Palmares

### Op de weg
2021
5e Europees kampioenschap op de weg, beloften
Bergklassement Giro della Toscana
2022
Bergklassement Giro della Toscana
2023
Jongerenklassement Ronde van de Verenigde Arabische Emiraten
Trofeo Oro in Euro
6e etappe Ronde van Spanje
Bergklassement Ronde van Spanje
Jongerenklassement Ronde van Italië
4e etappe Ronde van de Toekomst
Jongerenklassement Ronde van Romandië

#### Resultaten in voornaamste wedstrijden
| Jaar | Luik-Bast.‑Luik | Strade Bianche | Waalse Pijl |  | WK op de weg |
| ---- | --------------- | -------------- | ----------- |  | ------------ |
| 2021 |                 | opgave         |             |  |              |
| 2022 |                 | 82e            |             |  |              |
| 2023 | 7e              |                | ↑           |  |              |
| 2024 | 40e             |                | 22e         |  | 42e          |

### In het veld
2019-2020
- Italiaans kampioenschap, belofte

2020-2021
- Italiaans kampioenschap, belofte

2021-2022
- Italiaans kampioene, belofte
- Brugherio - Memorial Berionni & Perego

## Ploegen
- 2021 –  Isolmant-Premac-Vittoria
- 2022 –  Isolmant-Premac-Vittoria
- 2023 –  Trek-Segafredo
- 2024 –  Lidl-Trek
- 2025 –  Lidl-Trek

Bäckstedt · Balsamo · Brand · Chapman · Deignan · Hanson · Klein · Knibb (vanaf 1/6) · Longo Borghini · Realini · Sanguineti · Spratt · van Anrooij · van Dijk (zwangerschapsverlof) · Wiles (tot 14/7)
van Anrooij · Bäckstedt · Balsamo · Brand · Chapman · Copponi · Deignan · van Dijk · Hanson · A. Holmgren · I. Holmgren · Klein · Longo Borghini · Moors · Realini · Sanguineti · Sharp · Spratt · Wilson-Haffenden
van Anrooij · Balsamo · Bjerg · Brand · Copponi · Deignan · van Dijk · Fisher-Black · Hanson · Henderson · A. Holmgren · I. Holmgren · Markus · Moors · Realini · Sanguineti · Sharp · Spratt · Wilson-Haffenden